# 佐伯霞
佐伯 霞（さえき かすみ、1996年7月16日 - ）は、日本の女子プロボクサー。大阪府大阪市此花区出身。身長154cm。第8代WBO女子世界ミニマム級王者。大阪市立梅香中学校・大阪学芸高等学校卒業、近畿大学中退。真正ボクシングジム所属。

## 来歴

### アマチュア時代
小1の時、父と共にキックボクシングを始め、パンチ強化のためにボクシングにも取り組む（グリーンツダボクシングジムにて才能を開花させる）。
中1の時、ロンドンオリンピックより女子ボクシング採用が決まったのがきっかけで、ボクシングに本格転向し、元プロボクサーの池原正秀が会長を務めるABCボクシングジムで練習。
2011年4月、初の公式戦としてトルコ・アンタルヤで開かれた第1回世界女子ジュニア選手権の48kg級に出場。競技歴2年にもかかわらず決勝まで駒を進め、ベトナムの選手を21-20で降し金メダルを獲得した。AIBA主管大会での日本選手の優勝は男子・シニアなども含めて初であり、しかも、国内では男子ですら競技環境が整備されていない中学生による快挙である。
同年度のプロ・アマ表彰でアマ新鋭賞を井上尚弥とともに受賞。
2012年4月、日野市市民の森ふれあいホールで開催された第1回全日本幼年ボクシング大会に出場も、仲田幸都子に判定負け。
12月に初のシニア大会となる全日本女子アマチュアボクシング選手権大会にライトフライ級で出場し、決勝で同年の世界選手権に出場した和田まどかに判定勝利して優勝。
2013年4月、女子ボクシング チャレンジマッチで仲田幸都子にリベンジを帰すが、相手の体重オーバーでの失格勝利。
近畿大学進学後、リオデジャネイロオリンピックを目指しフライ級に転向するが、2015年の全日本女子選手権で和田に敗れ準優勝に終わりリオ五輪を絶たれ、2016年世界選手権は五輪非採用のライトフライ級で出場も初戦敗退。同年の全日本女子選手権も同級で出場も小村つばさに敗れ準優勝、2017年は4強止まりに終わった。

### プロ時代
元々プロ志向が強かった上、東京五輪を目指す気持ちが薄かったため、プロ転向を決断。2018年3月に大学を中退し真正ジムに入門。
4月28日、公開でB級プロテストに臨み即日合格が言い渡された。
5月27日、和歌山ビッグウエーブでフロリビック・モンテロ（ フィリピン）相手に6回戦でプロデビュー、5回にダウンを奪い3-0判定勝利。
8月11日、枚方市総合体育館でカニャラット・ヨーハンゴー（ タイ）に5回1分36秒TKO勝利。
12月1日、3戦目にして初のタイトル戦としてワーサナー・カムディー（ タイ）とWBO女子アジア太平洋ミニマム級王座決定戦に挑み、3回1分14秒TKO勝利し、同じ興行で松田恵里が達成した2戦に次ぐ当時日本選手第2位となる3戦でのタイトル獲得に成功した。
2019年4月27日、ジムの先輩多田悦子が返上し空位となったWBO女子世界ミニマム級王座決定戦として大阪府立体育会館第二競技場でエリザベス・ロペス（ メキシコ）と対戦し、6回1分5秒TKO勝ちを収め、王座を獲得した。国内では富樫直美と並ぶ最少試合タイ記録となるプロ4戦目での獲得となった（後に晝田瑞希も並ぶ）。また、平成時代では男女通じて最後の世界王座奪取となった。
2019年12月18日に発表されたWBOの最新ランキングで、王座の返上が確認された。
2019年7月に一般男性と結婚。2020年5月1日、第一子を出産。
2020年8月に自身の公式YouTubeチャンネルを開設。

## 戦績
- アマチュア：35勝9敗
- プロボクシング：4戦 4勝（3KO）

| 戦           | 日付          | 勝敗 | 時間 | 内容    | 対戦相手                   | 国籍       | 備考                                  |
| ------------ | ------------- | ---- | ---- | ------- | -------------------------- | ---------- | ------------------------------------- |
| 1            | 2018年5月27日 | 勝利 | 6R   | 判定3-0 | フロリビック・モンテロ     | フィリピン | プロデビュー戦                        |
| 2            | 2018年8月11日 | 勝利 | 5R   | TKO     | カニャラット・ヨーハンゴー | タイ       |                                       |
| 3            | 2018年12月1日 | 勝利 | 3R   | TKO     | ワーサナー・カムディー     | タイ       | WBO女子アジア太平洋ミニマム級王座獲得 |
| 4            | 2019年4月27日 | 勝利 | 6R   | TKO     | エリザベス・ロペス         | メキシコ   | WBO女子世界ミニマム級王座獲得         |
| テンプレート |               |      |      |         |                            |            |                                       |

## 人物
- キックボクシング時代、小松則幸とのミット打ちを行い、「スーパー小学生」と言わしめた[16]。
- 池原会長の姪である池原シーサー久美子から妹のように可愛がられており、佐伯がジム入りしたことで刺激を受けたという[17]。
- プロ転向後は日商エステムに入社[18]。
- 2019年7月に一般人男性と結婚[19]、2020年5月2日に第1子を出産した[20]。

## 獲得タイトル
- WBO女子アジア太平洋ミニマム級王座（防衛0=返上）
- WBO女子世界ミニマム級王者（防衛0=返上）